# Stany charakterystyczne
Stany charakterystyczne przekroju  rzeki, to wybrane, obliczone na podstawie obserwacji,  stany wody w danym przekroju, określające jej  reżim hydrologiczny.
Rozróżnia się stany charakterystyczne:
- roczne
- wieloletnie.

Stany charakterystyczne roczne:
- stan średni roczny
- maksimum roczne
- minimum roczne

Stany charakterystyczne wieloletnie:
- woda normalna – średni stan z wielolecia
- średnia wielka woda
- średnia niska woda
- stany ekstremalne
  - absolutne maksimum
  - absolutne minimum.